# Городское хозяйство
Городское хозяйство — комплекс расположенных на территории города (либо другого населённого пункта) предприятий, организаций, учреждений, обслуживающих материальные, культурные и бытовые потребности населения, проживающего в городе (населённом пункте). 
Кроме того, городским хозяйством называют отрасль экономики государства, выполняющую упомянутые функции. Городское хозяйство — хозяйственная деятельность городского округа в целях удовлетворения коллективных, общественных и духовных потребностей населения. Городское хозяйство является основой экономики города, обеспечивая, прежде всего, социально-экономическую и экологическую стабильность населённого пункта.

## Особенности городского хозяйства
Наиболее часто выделяются следующие особенности городского хозяйства, выделяющие его среди других отраслей:
- местный характер деятельности: естественные условия расположения влияют на состав, размер, финансовые результаты предприятий городского хозяйства, обуславливают монопольный характер деятельности многих коммунальных предприятий;
- комплексный характер развития: развитие отдельных областей городского хозяйства происходит зависимо и в определённом соотношении с другими областями городского хозяйства;
- неравномерность потребления продукции коммунальных предприятий: связана с неравномерностью потребления, как правило, объясняющуюся суточными колебаниями (водоснабжение, электроснабжение, газоснабжение и так далее). Встречаются отрасли, подверженные сезонным колебаниям потребления (например, теплоснабжение в части отопления, отчасти городской электрический транспорт);
- разнообразие видов деятельности: производство товарной и коммунальной продукции, предоставление коммунальных и бытовых услуг, выполнение работ по эксплуатации, ремонту и строительству;
- однородность продукции отдельных предприятий: например, для водоснабжения, водоотведения, городского транспорта;
- наличие постоянного контингента потребителей;
- специфическая связь процессов производства и потребления.

## Структура городского хозяйства
Основные подсистемы:
1. Градообразующая: промышленность, транспорт, наука.
2. Градообслуживающая: торговля, предприятия общественного питания, система ЖКХ, система здравоохранения, система спорта, система культуры, система материально-технического оснащения города.
3. Социальная сфера: наличие рабочих специалистов и необходимый уровень их квалификации, социально-демографическая структура.
4. Управленческая сфера: комплекс местных, государственных и общественных организаций.
5. Пространственная структура: жилые дома, производственные территории, торговые места, коммунально-складские комплексы и другое, природные ресурсы.
В состав городского хозяйства входят общественно-значимые виды хозяйственной жизни города:
- жилищное хозяйство, включая систему технического и санитарного содержания жилищного фонда, текущего и капитального ремонта жилых зданий;
- водоснабжение и канализация жилого и нежилого фонда города;
- коммунальная энергетика, включая тепло-, газо-, электроснабжение городов и населённых пунктов;
- благоустройство городской территории, включая дорожное хозяйство, санитарную очистку, уборку и утилизацию бытовых отходов и мусора, садово-парковое хозяйство, содержание малых архитектурных форм, водоёмов, пляжей и других городских объектов;
- городской пассажирский транспорт и организация транспортных потоков;
- городское (муниципальное) строительство и реконструкция жилых и нежилых объектов на основе городского заказа, а также регулирование частного сектора в строительстве и ремонтно-строительном производстве;
- градостроительное регулирование и землеустройство;
- управление городским имуществом;
- городские информационные системы.

## Развитие городского хозяйства в России
Согласно БСЭ к 1917 году в России примерно на 800 городов страны приходилось 215 небольших водопроводов, 23 канализации, 35 трамвайных предприятий, 606 бань и 13 прачечных.
Городское хозяйство Союза ССР располагала основными фондами ЖКХ на 1 января 1970 года 29 % от стоимости всех основных фондов народного хозяйства советского государства (в ценах 1955 года). Общая (полезная) площадь городского жилого фонда на конец 1969 года составила 1 469 млн. м2 (в том числе обобществлённый фонд — 1 014 млн. м2), а на одного городского жителя составляла 10,8 м2, в 1969 году в Советском Союзе на 1 000 человек населения было построено 9,3 квартиры (в США 7,4, ФРГ 9,2, Великобритании 6,7).
К началу 1969 года 1 714 городов (96 %) и 2 511 посёлков городского типа (63 %) имели водопроводы. Общая суточная мощность всех водопроводов превышает 49 млн. м3, из них 30 млн. м3 приходится на долю коммунальных водопроводов. В 1968 году населению на коммунально-бытовые нужды было отпущено около 9 млрд. м3 воды. Ок. 6,5 млрд. м3 воды забирается из поверхностных источников.
К концу 1968 года городской обобществлённый жилой фонд страны был обеспечен канализацией на 68 %, центральным отоплением на 66 %, электрическим освещением почти на 100 %.
К концу 1969 в городах и посёлках городского типа насчитывалось около 17 млн. газифицированных квартир (в 5 раз больше, чем в 1960 году).
За 1960—1968 годы число предприятий розничной торговли государственных и кооперативных организаций увеличилось на 21 %, предприятий общественного питания на 40 %, детских садов и яслей-садов более чем в 2,8 раза (по числу детей в них — в 6,3 раза), число абонентов городских телефонных станций в 2,4 раза.